# Франческо Замбеккарі
Франческо Замбеккарі (італ. Francesco Zambeccari; 1752, Болонья  — 22 вересня 1812, Болонья)  — італійський винахідник, один з піонерів повітроплавання, побудував одну з перших водневих повітряних куль у Великій Британії. Разом з учнями Паскуале Андреолі та Гаетано Грассетті здійснив декілька польотів  на повітряній кулі в Італії та Англії.  Часто потрапляв в аварії і трагічно загинув під час польоту до Болоньї 21 вересня 1812 року, коли на його повітряній кулі неочікувано виникла пожежа і вона впала на землю із значної висоти.

## Життєпис
Граф Франческо Замбеккарі був сином італійського сенатора Джакомо Замбеккарі. Початкову освіту здобував в коледжі «Santa Caterina» в Пармі, який був більш відомий як «Коледж дворян». Після навчання вступив до Королівської гвардії Іспанії (Guardia Real) і служив у іспанському флоті. В 1783 році був змушений тікати від іспанської інквізиції і опинився в Парижі, де спостерігав за першими безпілотними польотами  повітряних куль братів Монгольф'є і захопився аеронавтикою.
Згодом граф Замбеккарі переїхав до Лондона і 4 листопада  1783 року успішно запустив першу безпілотну водневу повітряну кулю у Британії. Куля була невеликою,  її об'єм становив лише 1,5 метри³.  Запустили її в Лондоні, з будинку Майкла Б'яджіні, місцевого виробника штучних квітів із шовку та інших тканин. Цю першу повітряну кулю Замбеккарі пізніше знайшов фермер в Абатстві Уолтем за 14 миль від Лондона.
Після першого успішного запуску Замбеккарі вирішив повторити свій експеримент і запустив другу, трохи більшу модель повітряної кулі з військового полігону Почесної артилерійської роти. Її об'єм був вже близько 3 метрів³ і куля залишилась в польоті більше двох годин. Її знайшли 25 листопада в містечку Петуорт, майже за 40 миль (64 км) від місця старту. На цей політ Замбеккарі та Б'яджіні вперше продавали квитки для глядачів і таким чином змогли заробити кошти на свої подальші експерименти.
15 квітня 1784 Замбеккарі допоміг двом італійським винахідникам братам Герлі, створити повітряну кулю, яка здійснила успішний безпілотний політ у Венеції на Пунта-делла-Догана. Цю подію змалював у своїй картині італійський художник  Франческо Гварді і сьогодні вона є експонатом в Берлінській картинній галереї.

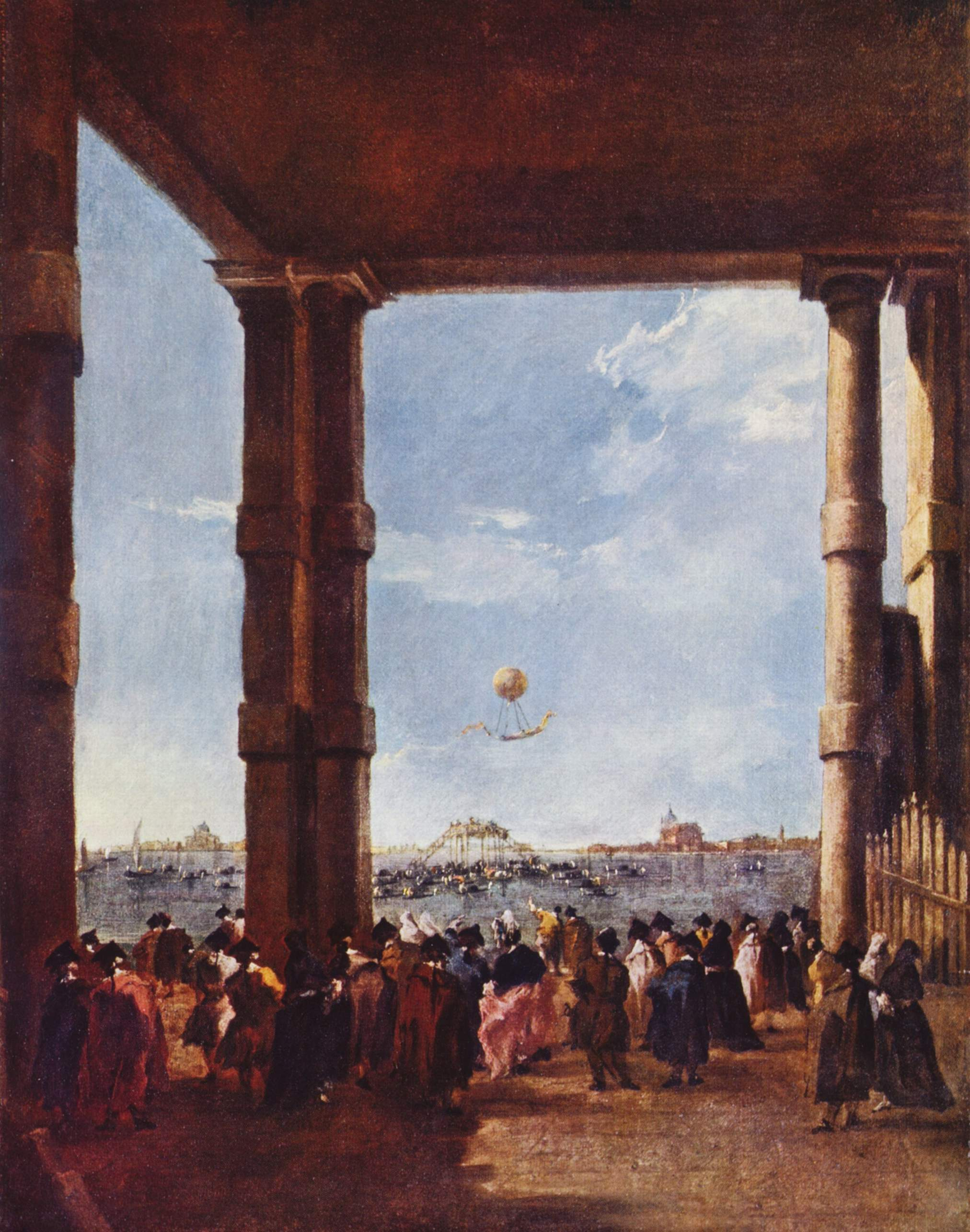
Політ Франческо Замбеккарі у Венеції зображений на картині італійського художника Франческо Гварді

В 1784 році Замбеккарі познайомився з Вінченцо Лунарді і допомагав йому в підготовці до його першого пілотованого польоту в Англії, який Лунарді успішно здійснив 15 вересня 1784 року. Замбеккарі товаришував і часто листувався  із Пілатром де Розьє, який у 1783 році піднявся на повітряній кулі над Парижем і став першою людиною в світі, яка здійснила політ на повітряній кулі. 
23 березня 1785 року Франческо Замбеккарі спільно з відомим англійським адміралом сером Едвардом Верноном здійснив власний успішний політ над Лондоном. Їхня повітряна куля висотою 34 фути (10 м) стартувала з вулиці Тоттенхем Корт-роуд, годину протрималась в повітрі і приземлилась поблизу Хоршама в Сассексі. Третью супутницею графа і амірала в цьому польоті мала стати молода англійка міс Грайс, проте ще під час підготовки до старту  повітряна куля не змогла повністю наповнитись воднем і їй довелось відмовитись від польоту, щоб куля змогла злетіти.
В 1787 році Замбеккарі переїхав до Санкт-Петербурга і вступив на службу до російського імператорського флоту , але після корабельної аварії потрапив у турецький полон і більше двох років перебував у в'язниці Константинополя. Граф зміг вийти на волю лише завдяки заступництву і втручанню короля Іспанії.
Після полону, Франческо Замбеккарі повернувся до Болоньї , де проти волі свого батька одружився з Діаманте Негріні, з якою мав трьох дітей, одним з яких був Тіто Лівіо Замбеккарі.

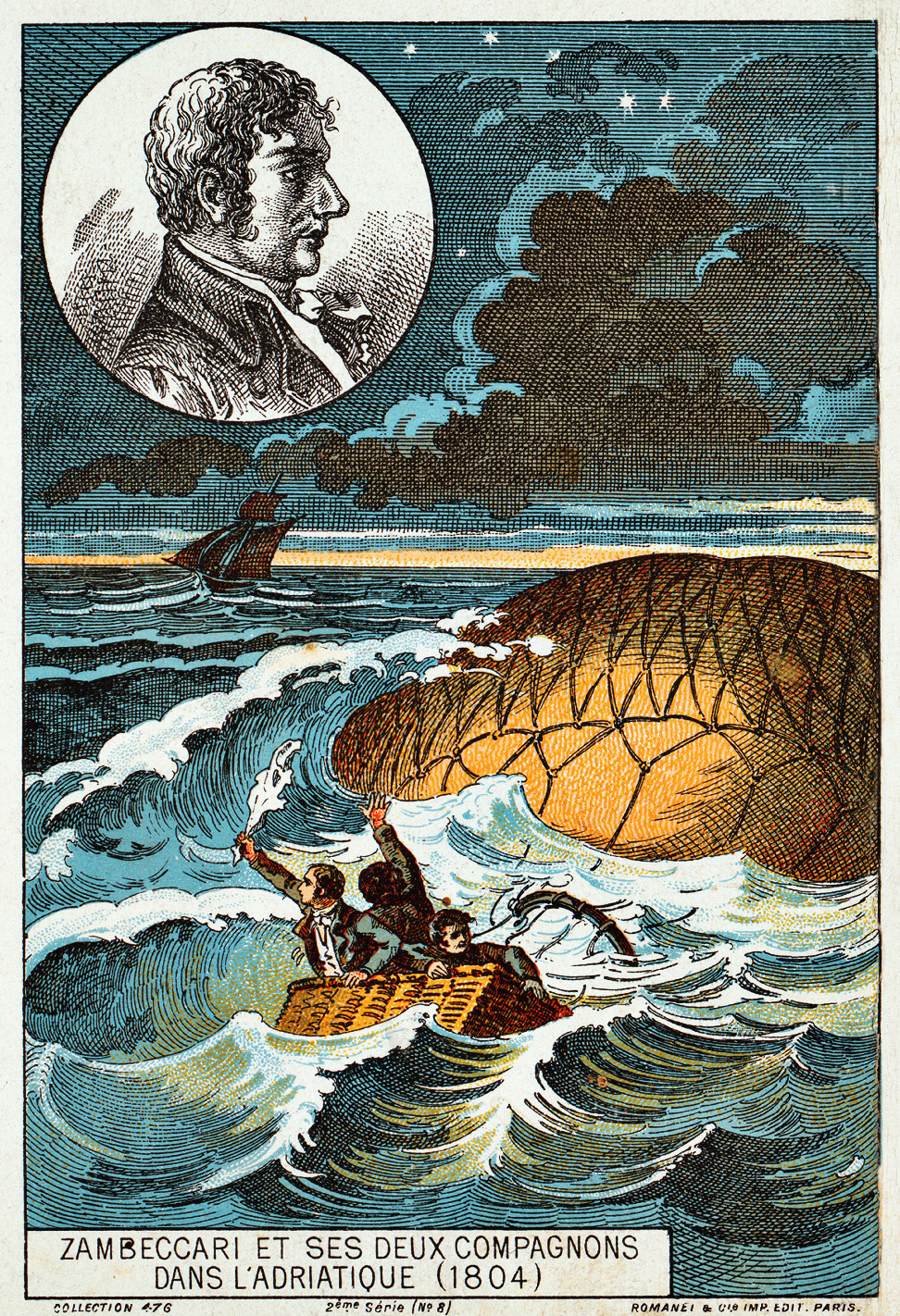
Франческо Замбеккарі і двоє його друзів під час авіарійної посадки в Адріатичне море, 1804 рік (листівка з колекції Гастона Тіссандьє, зберігається в Національній Бібліотеці Конгресу США)

Решту свого життя Замбеккарі присвятив експериментам з повітряними кулями. Він був прихильником використання комбінованої повітряної кулі, більш відомої як розьєр , названої в честь Пілатра де Розьє. Граф здійснював власні дослідження способів керування повітряною кулею за допомогою спеціального керма або весел. У 1803 році він опублікував у Лондоні п’ятитомну роботу з аеронавтики.
В останні роки життя графу Замбеккарі не дуже щастило з польотами. Його та його учнів двічі рятували з Адріатичного моря , у 1803 та 1804 роках після аварії їхньої повітряної кулі. Перша аварія трапилась восени 1803 року. Уряд Болоньї профінансував політ Замбеккарі і той мав відбутись ще влітку 1803 року та  через погані погодні умови  його було перенесено на осінь. Та погодні умови не змінились і восени, а уряд змушував графа відпрацювати виділенні на політ кошти. Тож старт повітряної кулі відбувся 7 жовтня 1803 року, прямо у розпал негоди.  Замбеккарі супроводжували в цьому польоті Паскуале Андреолі та Гаетано Грацетті . В результаті,  через  погану видимість і сильний вітер повітряну кулю цілу ніч несло в невідомому напрямку, а зранку вона впала в Адріатичне море. Замбеккарі і його друзів дивом врятували місцеві рибалки на човні. Друга авіарія відбулась 23 серпня 1804 року і повітряна куля знову впала в Адріатичне море.
У вересні 1812 року граф Франческо Замбеккарі трагічно загинув біля Болоньї. Під час чергового польоту, на його повітряній кулі сталась пожежа і вона впала із значної висоти після невдалої спроби аварійного приземлення. Його супутник під час польоту, італієць з ім’ям Бонага дивом вцілів, а граф загинув майже одразу. 
Франческо Замбеккарі поховали у родинній гробниці в Базиліці Святого Франциска . В 1813 році його тіло було перенесено до картезіанського монастиря Болоньї, але згодом в 1926 році його повернули до Базиліки Святого Франциска, щоб він зміг бути похованими разом з своїм відомим на всю Італію сином Тіто Лівіо Замбеккарі.